# عيد القلب الأقدس
عيد القلب الأقدس هو يوم عيد في التقويم الليتورجي للطقس الروماني للكنيسة الكاثوليكية. وفقًا للتقويم الروماني العام منذ عام 1969، يُعرف رسميًا باسم عيد قلب يسوع الأقدس (باللاتينية: Sollemnitas Sacratissimi Cordis Iesu) ويصادف يوم الجمعة الذي يلي الأحد الثاني بعد العنصرة، وهو أيضًا يوم الجمعة بعد خميس الجسد الذي يأتي بعد الثمانية للعنصرة، أي أن عيد القلب الأقدس هو التساعية. يحتفظ بعض الأنجليكان الفرنسيسكان بالعيد تحت اسم رحمة المسيح الإلهية.

## تاريخ

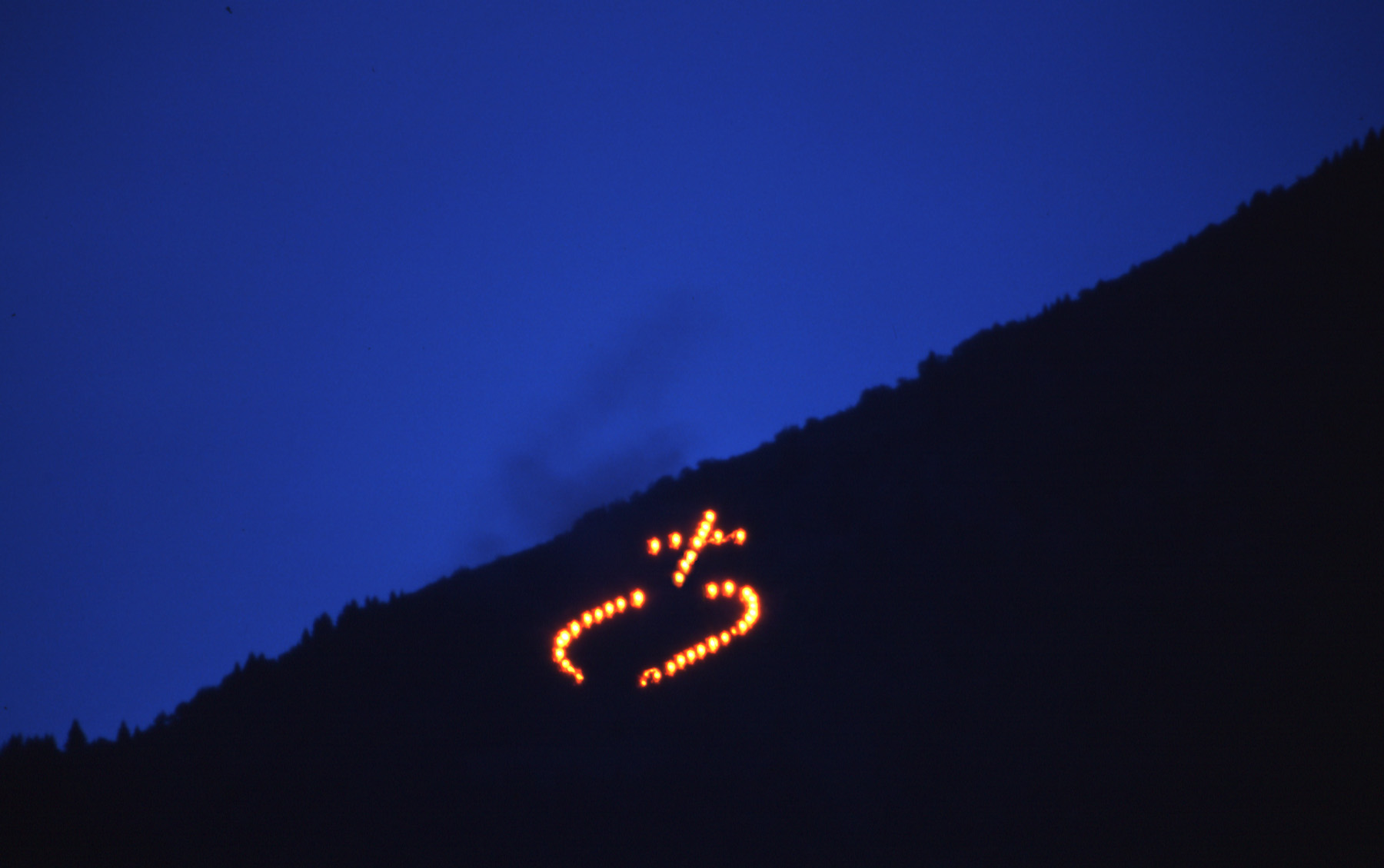
هرتس-جيسو-فوير التقليدي ("نار القلب الأقدس") على منحدر جبل إيفينغر في جنوب تيرول، إيطاليا، 2009.

تم الاحتفال بالعيد الليتورجي الأول للقلب الأقدس، بالموافقة الأسقفية، في 31 آب (أغسطس) 1670، في إكليريكية رين الكبرى في فرنسا، من خلال جهود يوحنا (جان) أود. تم تبني القداس وصلوات الفرض الذي ألفه جان أود في أمكنة أخرى أيضًا، لا سيما فيما يتعلق بانتشار التكرّس للقلب الأقدس بعد الكشف عن الظهورات لمارغريت ماري ألاكوك ومريم القلب الإلهي.
حازت قداس القلب الأقدس على الموافقة البابوية لاستخدامها في پولندا والپرتغال في عام 1765، وتمت الموافقة على قداس آخر في البندقية والنمسا وإسبانيا في عام 1788. أخيرًا، في عام 1856، أنشأ البابا بيوس التاسع عيد القلب الأقدس كإلزامي للكنيسة بأكملها، ليتم الاحتفال بها يوم الجمعة بعد أوكتاف القربان المقدس . في حزيران (يونيو) 1889، رفع ليون الثالث عشر العيد إلى كرامة الدرجة الأولى. في عام 1928، رفع البابا بيوس الحادي عشر العيد إلى أعلى رتبة، ضعف الدرجة الأولى، وأضاف تساعية؛ قمعت الإصلاحات الليتورجية للبابا بيوس الثاني عشر هذه التساعية، وأزالت أيضًا معظم التساعيات الأخرى.
تم استبدال الصلوات الجماعية والقراءات التي تمت الموافقة عليها في تلك المناسبة بنصوص جديدة في عام 1929، وتقدم القراءات المنشورة لمرافقة كتاب القداس الروماني لعام 1970 ثلاث مجموعات من القراءات، واحدة لكل سنة من الدورة الليتورجية الاحتفالية الممتدة لثلاث سنوات.
قد يستخدم الكهنة هذا القداس، الذي يحتفل به بالثياب البيضاء، كقداس نذري في أيام أخرى أيضًا، خاصةً في أول جمعة من كل شهر (ما لم يقع في يوم أعلى مرتبة). في أيام الجمعة الأولى هذه، من الشائع أيضًا إقامة عبادة إفخارستية لبضع ساعات (انظر تكريس الجمعة الأولى).
في النمسا وجنوب تيرول، يُحتفل أيضًا بما يسمى أحد القلب الأقدس، أي يوم الأحد بعد عيد القلب الأقدس. تقام مواكب وزياحات عديدة في هذا اليوم. تُضرم مشاعل القلب الأقدس في منطقة بوزين (بولزانو) في إيطاليا، من بين مناطق أخرى.
منذ عام 2002، عيد قلب يسوع الأقدس هو أيضًا يوم خاص للصلاة من أجل تقديس الكهنة. في عام 2009، شهد العيد بداية "سنة الكهنة".

## تواريخ
يتم الاحتفال بالعيد في ثالث يوم جمعة بعد العنصرة، أي هو التساعية بعد أحد العنصرة، وهو الأول بعد الثمانية لعيد جسد المسيح السابقة له. أقرب تاريخ مُمكن هو 29 أيار (مايو)، كما في 1818 و2285. أبعد موعد ممكن هو 2 تموز (يوليو)، كما في 1943 و2038. لذلك، فهو آخر عيد في السنة الليتورجية الذي يعتمد على تاريخ عيد القيامة (الفصح).
التواريخ الأخيرة حتى عام 2030:
- 2022 - حزيران 24
- 2023 - حزيران 16
- 2024 - حزيران 7
- 2025 - حزيران 27
- 2026 - حزيران 12
- 2027 - حزيران 4
- 2028 - حزيران 23
- 2029 - حزيران 8
- 2030 - حزيران 28

## أنظر أيضًا
- صلاة التكريس للقلب الأقدس